# Daysam Ben Nasr
Daysam Ben Nasr, né le 31 mars 1998 à Vichy, est un footballeur franco-tunisien évoluant au Blois Football 41. Il joue au poste de milieu relayeur, mais peut également évoluer en "6" ou en "10".

## Biographie
Daysam Ben Nasr prend sa première licence à l'âge de cinq ans, au Sporting Club Amical Cussétois, dans le département de l'Allier. Il rejoint ensuite le RC Vichy, où il passe par le pôle espoirs. Il joue ensuite à Moulins, et à Cournon, avec les U19 nationaux.
Il prend ensuite la direction du Clermont Foot 63. Après une saison, il rejoint le Montluçon Football pour deux saisons en National 3, avant de signer son premier contrat professionnel avec le Stade tunisien évoluant en Ligue I tunisienne.
En 2021, Ben Nasr s'engage avec le FBC Casale en quatrième division italienne. En cours de saison, il rejoint Lavagnese (en), autre club de la même division.
À l'été 2022, il quitte l'Italie et revient en France pour rejoindre l'Olympique d'Alès, tout juste promu en National 2. Le joueur réalise deux saisons pleines en quatrième division mais ne peut empêcher la descente de son équipe à l'issue de la saison 2023-2024.
Pendant l'été, le joueur s'engage en National 2 avec Blois et joue son premier match sous ses nouvelles couleurs contre Le Poiré-sur-Vie lors de la cinquième journée (victoire 5-0). Lors de la neuvième journée de championnat, il est l'auteur d'un match de bonne facture contre les Girondins de Bordeaux lors duquel il délivre une passe décisive. Il inscrit son premier but avec les Blésois contre le Stade poitevin en N2 et marque même un second but lors de ce match.

## Statistiques
Le tableau ci-dessous retrace la carrière de Daysam Ben Nasr depuis ses débuts :
| Saison                | Club                  | Championnat           | Championnat | Championnat | Coupe nationale | Coupe nationale | Coupe de la Ligue | Coupe de la Ligue | Total | Total |
| Saison                | Club                  | Division              | M.          | B.          | M.              | B.              | M.                | B.                | M.    | B.    |
| 2017-2018             | Montluçon Football    | Nat. 3                | 24          | 4           | 0               | 0               | 0                 | 0                 | 24    | 4     |
| 2018-2019             | Montluçon Football    | Nat. 3                | 9           | 1           | 1               | 0               | 0                 | 0                 | 10    | 1     |
| 2018-2019             | Stade tunisien        | Ligue 1               | 14          | 0           | 2               | 0               | 0                 | 0                 | 16    | 0     |
| 2019-2020             | Stade tunisien        | Ligue 1               | 20          | 1           | 2               | 0               | 0                 | 0                 | 22    | 1     |
| 2020-2021             | Stade tunisien        | Ligue 1               | 7           | 0           | 0               | 0               | 0                 | 0                 | 7     | 0     |
| 2021-2022             | FBC Casale            | Serie D               | 8           | 0           | 0               | 0               | 0                 | 0                 | 8     | 0     |
| 2021-2022             | USD Lavagnese 1919    | Serie D               | 21          | 0           | 0               | 0               | 0                 | 0                 | 21    | 0     |
| 2022-2023             | Olympique d'Alès      | National 2            | 17          | 1           | 1               | 0               | 0                 | 0                 | 18    | 1     |
| 2023-2024             | Olympique d'Alès      | National 2            | 25          | 2           | 3               | 1               | 0                 | 0                 | 28    | 3     |
| 2024-2025             | Blois Football 41     | National 2            | 14          | 2           | 2               | 0               | 0                 | 0                 | 16    | 2     |
| Total sur la carrière | Total sur la carrière | Total sur la carrière | 159         | 11          | 11              | 1               | 0                 | 0                 | 170   | 12    |